# یخبندان زاله

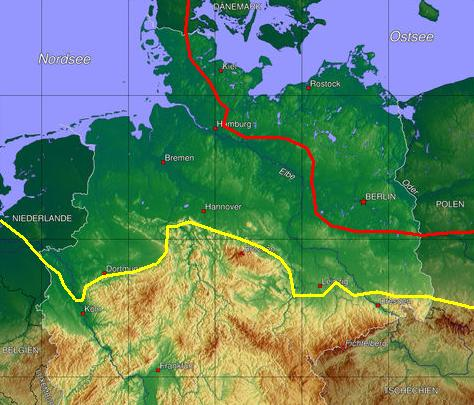
حداکثر وسعت مجموعه Saale (خط زرد). خط قرمز بیشترین وسعت یخبندان جوان‌تر ویچسلی را نشان می‌دهد.

یخبندان زاله (انگلیسی: Saale glaciation)، (به نام مرحله ولستونین در بریتانیا)، وسط سه یخبندان بزرگ در شمال اروپا، اروپای شرقی، اروپای مرکزی و غرب اروپا را توسط صفحه یخی داخلی اسکاندیناوی می‌پوشاند. پس از هولشتاین بین یخبندان (مرحله هوکسنی در بریتانیا) و قبل از Eemian بین یخبندان (که در سطح جهانی به عنوان آخرین بین یخبندان و ایپسویچیان در بریتانیا شناخته می‌شود)، از حدود ۴۰۰۰۰۰ سال پیش تا ۱۳۰۰۰۰ سال پیش می‌رود. یخبندان زاله چرخه‌های یخبندان متعددی را پوشش می‌دهد که با دوره‌های بین یخبندان نقطه گذاری شده‌اند. در بخش آخر آن همسن با دوره جهانی دوره یخبندان ماقبل آخر است.